# Calliphora lopesi
Calliphora lopesi är en tvåvingeart som beskrevs av Mello 1962. Calliphora lopesi ingår i släktet Calliphora och familjen spyflugor. Inga underarter finns listade i Catalogue of Life.